# Villey-sur-Tille
Pour les articles homonymes, voir Villey.
Villey-sur-Tille est une commune française située dans le département de la Côte-d'Or en région Bourgogne-Franche-Comté.

## Géographie

### Climat
Pour des articles plus généraux, voir Climat de la Bourgogne-Franche-Comté et Climat de la Côte-d'Or.
En 2010, le climat de la commune est de type climat des marges montargnardes, selon une étude du Centre national de la recherche scientifique s'appuyant sur une série de données couvrant la période 1971-2000. En 2020, Météo-France publie une typologie des climats de la France métropolitaine dans laquelle la commune est exposée à un climat océanique altéré et est dans la région climatique  Lorraine, plateau de Langres, Morvan, caractérisée par un hiver rude (1,5 °C), des vents modérés et des brouillards fréquents en automne et hiver. 
Pour la période 1971-2000, la température annuelle moyenne est de 10,3 °C, avec une amplitude thermique annuelle de 17,2 °C. Le cumul annuel moyen de précipitations est de 858 mm, avec 12,3 jours de précipitations en janvier et 8,4 jours en juillet. Pour la période 1991-2020, la température moyenne annuelle observée sur la station météorologique de Météo-France la plus proche, « Auberive_sapc », sur la commune d'Auberive à 25 km à vol d'oiseau, est de 9,7 °C et le cumul annuel moyen de précipitations est de 943,1 mm,. Pour l'avenir, les paramètres climatiques de la commune estimés pour 2050 selon différents scénarios d'émission de gaz à effet de serre sont consultables sur un site dédié publié par Météo-France en novembre 2022.

## Urbanisme

### Typologie
Au 1er janvier 2024, Villey-sur-Tille est catégorisée commune rurale à habitat dispersé, selon la nouvelle grille communale de densité à 7 niveaux définie par l'Insee en 2022.
Elle est située hors unité urbaine. Par ailleurs la commune fait partie de l'aire d'attraction de Dijon, dont elle est une commune de la couronne,. Cette aire, qui regroupe 333 communes, est catégorisée dans les aires de 200 000 à moins de 700 000 habitants,.

### Occupation des sols
L'occupation des sols de la commune, telle qu'elle ressort de la base de données européenne d’occupation biophysique des sols Corine Land Cover (CLC), est marquée par l'importance des forêts et milieux semi-naturels (75,6 % en 2018), une proportion identique à celle de 1990 (75,6 %). La répartition détaillée en 2018 est la suivante : 
forêts (75,6 %), terres arables (15,2 %), prairies (7,3 %), zones urbanisées (2 %). L'évolution de l’occupation des sols de la commune et de ses infrastructures peut être observée sur les différentes représentations cartographiques du territoire : la carte de Cassini (XVIIIe siècle), la carte d'état-major (1820-1866) et les cartes ou photos aériennes de l'IGN pour la période actuelle (1950 à aujourd'hui).

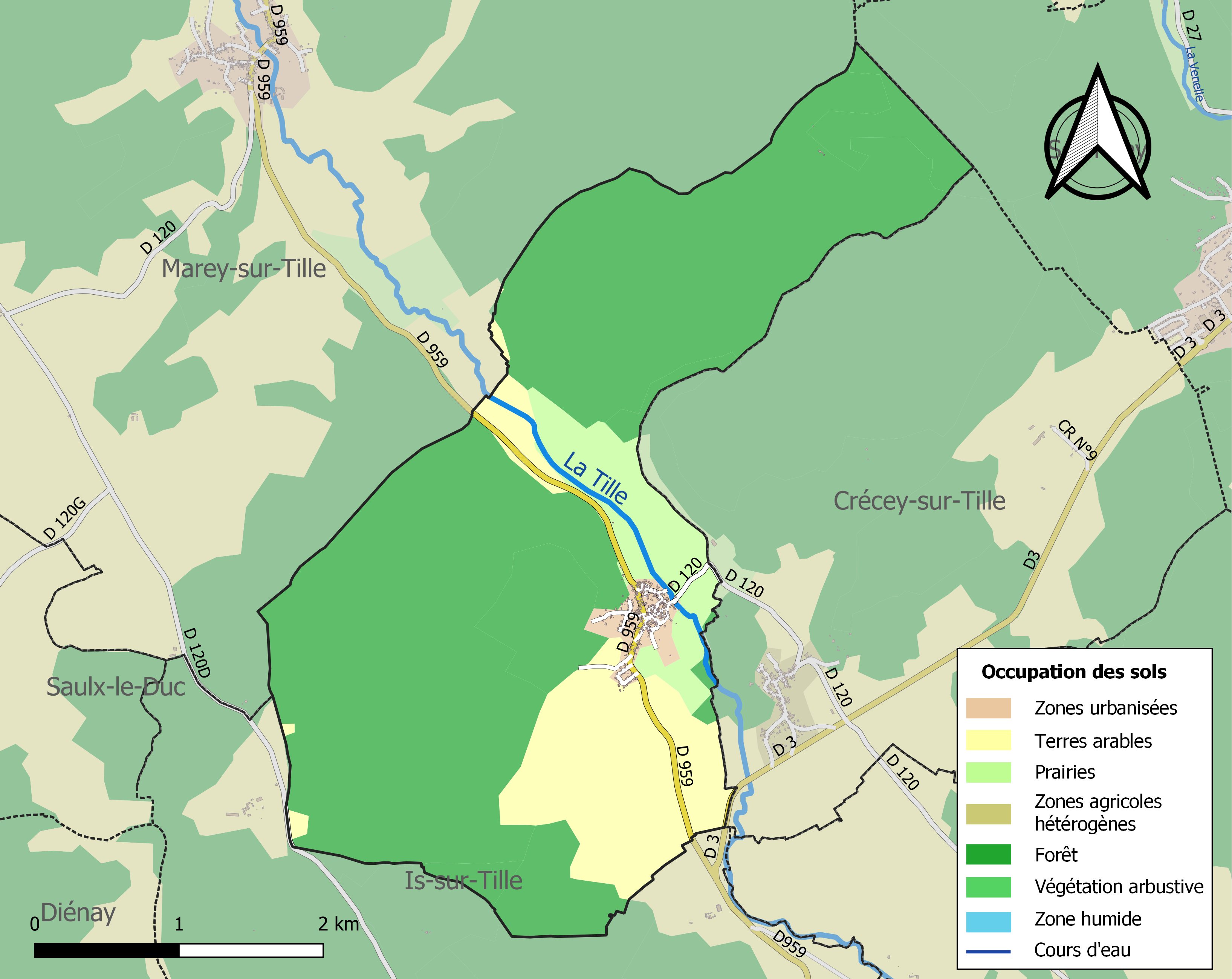
Carte des infrastructures et de l'occupation des sols de la commune en 2018 (CLC).

## Histoire

### Passé ferroviaire du village
|  |  |  |

De 1882 au 2 mars 1969, la commune  a été traversée par la ligne de chemin de fer de Troyes à Gray, qui, venant de la gare de Châtillon-sur-Seine, suivait le cours de la Tille, contournait le village par le nord, s'arrêtait à la gare de Villey-Grécey, commune aux villages de  Villey-sur-Tille et de Crécey-sur-Tille et ensuite se dirigeait vers la gare  d'Is-sur-Tille.

Comme au moment de la création de la ligne, chaque village voulait sa gare, le Conseil général pour satisfaire tout le monde, baptisait la gare du nom de deux communes limitrophes; la gare de Villey-Crécey est située à l'est en boudure du village. Le bâtiment existe en core de nos jours.

L'horaire ci-dessus montre qu'en 1914, 4 trains s'arrêtaient chaque jour  à la gare de Villey-Crécey  dans le sens Troyes-Gray et 4 autres dans l'autre sens.

À une époque où le chemin de fer était le moyen de déplacement le plus pratique, cette ligne connaissait un important trafic de passagers et de marchandises. 
	
À partir de 1950, avec l'amélioration des routes et le développement du transport automobile, le trafic ferroviaire a périclité et la ligne a été fermée le 2 mars 1969 au trafic voyageurs. Encore en place, elle est utilisée épisodiquement pour un service de maintenance.

## Politique et administration
| Période                                  | Période   | Identité           | Étiquette | Qualité              |
| ---------------------------------------- | --------- | ------------------ | --------- | -------------------- |
| vers 1921                                |           | M. Auguste Tupin   |           |                      |
| vers 1925                                |           | M. Ledeuil         |           |                      |
| vers 1970                                |           | M. Eugène Bélime   |           |                      |
| mars 1986                                | mars 1992 | M. Jacky Cauzeret  |           | Professeur technique |
| mars 1992                                | mars 1996 | M. Marc Fanoï      |           | Agent CEA Valduc     |
| mars 1996                                | mars 2001 | Mme Annie Frey     |           |                      |
| mars 2001                                | mars 2014 | M. Patrick Viardot |           | Agent SNCF           |
| mars 2014                                | mai 2020  | Mme ...            |           |                      |
| mai 2020                                 |           | M. Xavier Uhl      |           |                      |
| Les données manquantes sont à compléter. |           |                    |           |                      |

## Démographie
L'évolution du nombre d'habitants est connue à travers les recensements de la population effectués dans la commune depuis 1793. Pour les communes de moins de 10 000 habitants, une enquête de recensement portant sur toute la population est réalisée tous les cinq ans, les populations de référence des années intermédiaires étant quant à elles estimées par interpolation ou extrapolation. Pour la commune, le premier recensement exhaustif entrant dans le cadre du nouveau dispositif a été réalisé en 2008.

En 2022, la commune comptait 261 habitants, en évolution de −1,51 % par rapport à 2016 (Côte-d'Or : +0,82 %, France hors Mayotte : +2,11 %).
| 1793 | 1800 | 1806 | 1821 | 1836 | 1841 | 1846 | 1851 | 1856 |
| ---- | ---- | ---- | ---- | ---- | ---- | ---- | ---- | ---- |
| 350  | 335  | 335  | 336  | 417  | 412  | 408  | 402  | 363  |

| 1861 | 1866 | 1872 | 1876 | 1881 | 1886 | 1891 | 1896 | 1901 |
| ---- | ---- | ---- | ---- | ---- | ---- | ---- | ---- | ---- |
| 328  | 309  | 281  | 288  | 312  | 329  | 325  | 339  | 288  |

| 1906 | 1911 | 1921 | 1926 | 1931 | 1936 | 1946 | 1954 | 1962 |
| ---- | ---- | ---- | ---- | ---- | ---- | ---- | ---- | ---- |
| 255  | 266  | 339  | 353  | 371  | 308  | 306  | 260  | 229  |

| 1968 | 1975 | 1982 | 1990 | 1999 | 2006 | 2008 | 2013 | 2018 |
| ---- | ---- | ---- | ---- | ---- | ---- | ---- | ---- | ---- |
| 220  | 168  | 194  | 259  | 277  | 284  | 286  | 269  | 269  |

| 2022 | - | - | - | - | - | - | - | - |
| ---- | - | - | - | - | - | - | - | - |
| 261  | - | - | - | - | - | - | - | - |

## Lieux et monuments
- Chapelle Saint-Hermès et Saint-Augustin, dont la mention la plus ancienne remonte à 1448, est dédiée aux saints Augustin et Saint Hermès. Elle fut rénovée par l’Abbé Nicaise en 1701 comme l’indique une inscription située sur le côté du bâtiment. Dans une lettre à l'abbé de Santeuil, Claude Nicaise décrit à la fin du XVIIe siècle comment des paysans de Villey-sur-Tille utilisaient une ancienne stèle romaine : « J'ai ouï dire à des anciens du lieu, qui l'avaient appris de leurs prédécesseurs, qu'on regardait autrefois la pierre sur laquelle est gravée l'inscription de Mercure et Minerve (qui est une espèce de marbre blanc) comme une autre pierre manale dont vous savez l'histoire, et qu'on la roulait par les champs pour obtenir de la pluie, tant l'on donnait partout dans la superstition »[16]. Cherchant à contrecarrer cette pratique, il parvient à se faire donner par les membres de la Sainte-Chapelle de Dijon deux reliques, une bras de Saint Hermès de Rome et un os entier de la cuisse de sainte Théodore à qui les paysans devront désormais adresser leurs prières pour obtenir la pluie espérée, tandis que la pierre lapidaire est transférée dans une chapelle dédiée à « saint Hermès et à saint Augustin, Hermès répondant à Mercure et saint Augustin à Minerve. Ce grand docteur ayant toujours été considéré comme la Minerve de l'église ». Cet exemple montre l'astucieuse récupération et le syncrétisme par l'église catholique de divinités antiques[16]. La chapelle et la pierre existent toujours dans le village, c'est probablement une des seules pierres manales actuellement visibles[17].
- Le château et son colombier.
- Croix du bourg.
- Église paroissiale Sainte-Madeleine.
- Monument aux morts.

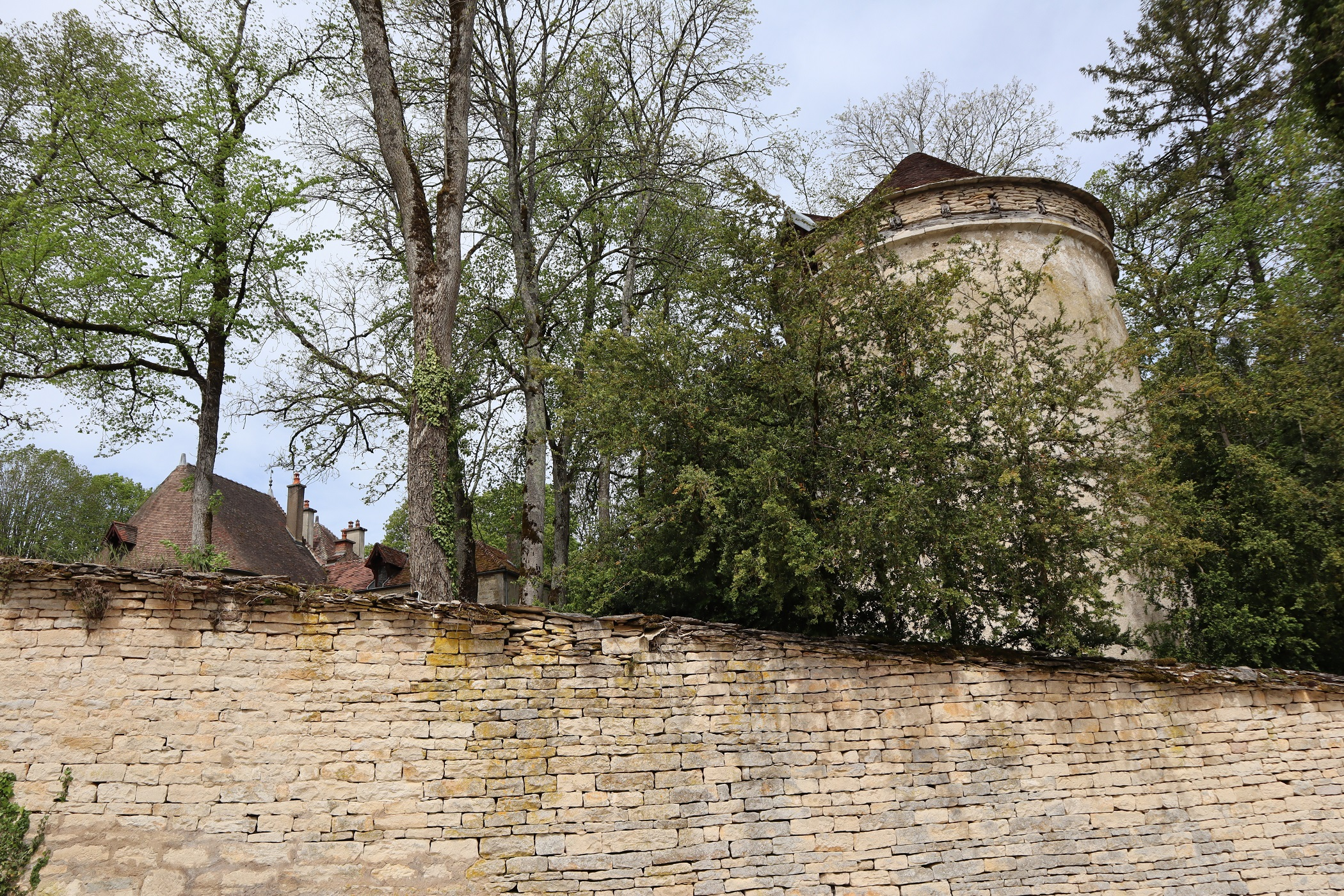
Le château et son colombier.
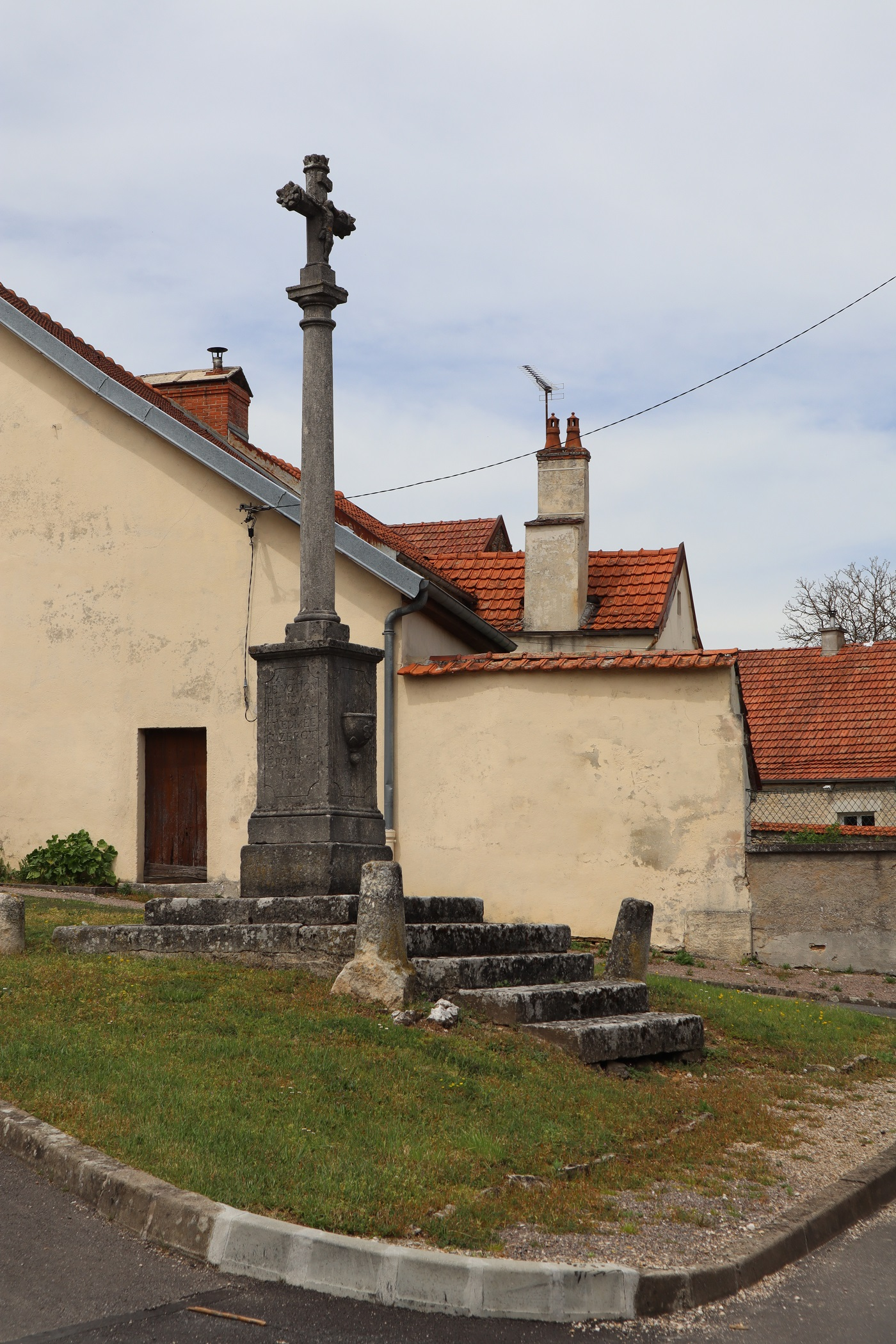
Croix au bourg.
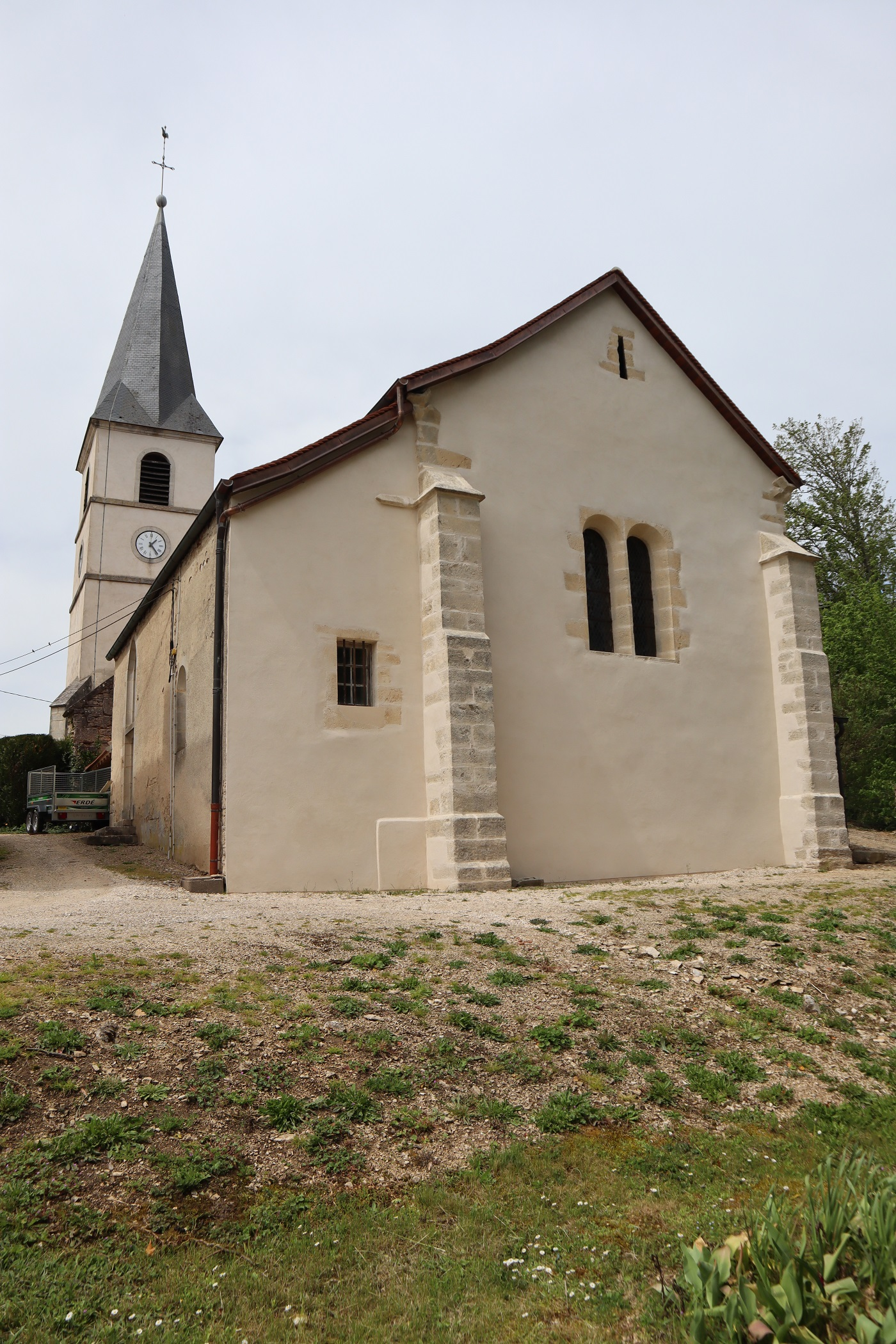
L'église Sainte-Madeleine.
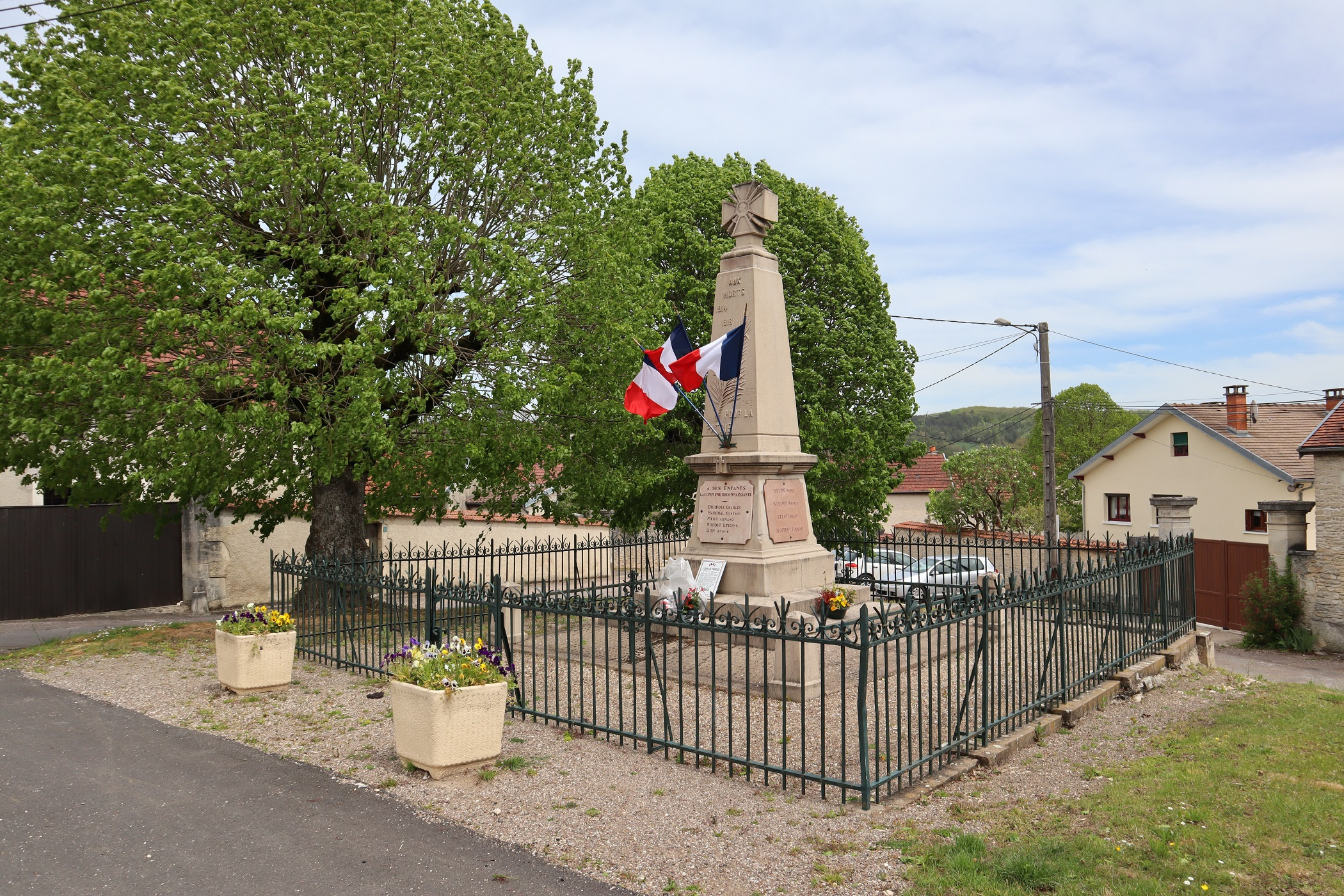
Monument aux morts.

## Personnalités liées à la commune
- Claude Nicaise, connu sous le nom d'Abbé Nicaise, (1623-1701) est un prêtre et érudit français, mort à Villey-sur-Tille où il est inhumé le 20 octobre 1701. Sa pierre tombale n'existe plus[18].